# Зегер, Бернхард
Бернхард Зегер (нем. Bernhard Seeger; 6 октября 1927 года ― 14 марта 1999 года) ― немецкий писатель.

## Биография
Бернхард Зегер родился в семье слесаря в Рослау в 1927 году. Учился в гимназии, а затем в педагогическом училище в Кётене. В 1944 году вступил в НСДАП. После прохождения службы в Имперской службе труда в Цербсте, он принял участие во Второй мировой войне, сражаясь в рядах вермахта в 1944―1945 годах. Находился в советском лагере для военнопленных с мая по декабрь 1945 года.
Вернувшись из лагеря, Зегер окончил курс для «новых» учителей. В 1946 году он присоединился к СЕПГ и Союзу свободной немецкой молодёжи. С 1946 по 1952 год работал учителем в сельской школе. Был литературным редактором Verlag Neues Leben в 1952―1953 годах, а затем ― внештатным корреспондентом в районе Штюкен в Михендорфе, недалеко от Потсдама. В 1954―1955 году он был репортером во Вьетнаме, затем руководил отделом у секретаря Союза писателей ГДР. В 1957 году сам занялся писательской деятельностью.
В 1967 году Зегер долгое время не мог писать, попав в тяжелую аварию. Поскольку с 1964 года он уже входил в состав руководства СЕПГ Потсдамского Безирка, с 1967 года он был членом Центрального комитета СЕПГ. С 1953 по 1972 год он был неофициальным информатором Штази.
Бернхард Зегер писал репортажи, рассказы, романы и стихи, хотя наиболее известен по своими радио- и телевизионным драмам. В его политических работах затрагивались проблемы становления восточногерманского социалистического общества. Восточногерманскими критиками была высоко оценена работа «Herbstrauch», посвящённая коллективным хозяйствам ГДР. Сам Зегер находился под сильным влиянием Шолохова.
Бернхард Зигер был членом Союза писателей ГДР с 1952 года и Берлинской академии искусств с 1969 по 1991 год. Он был удостоен премии Теодора Фонтане в 1956 году, медали Эриха Вайнерта в 1960 году, премии Генриха Манна в 1962 году и литературной премии Объединения свободных немецких профсоюзов (FDGB), Национальной премии ГДР 1963 и 1967 годов, медаль Иоганна Р. Бехера в 1968 году, ордена «Знамя Труда» 1969 года, Художественной премии FDGB 1981 и 1983 годов, ордена «За заслуги перед Отечеством» в 1983 году, а также ордена Карла Маркса в 1987 году.

## Сочинения
- Eisenhüttenkombinat Ost, Berlin 1952
- Millionenreich und Hellerstück, Berlin 1956
- Sturm aus Bambushütten, Berlin 1956
- Wo der Habicht schießt, Halle (Saale) 1957
- Wie Jasgulla zu seinem Recht kam, Leipzig 1960
- Herbstrauch, Halle (Saale) 1961
- Hannes Trostberg. Die Erben des Manifests, Halle (Saale) 1968
- Vater Batti singt wieder, Halle (S.) 1972
- Menschenwege, Halle (Saale)
  - 1 (1974)
  - 2 (1987)
- Der Harmonikaspieler, Halle [u.a.] 1981
- Frühe Wege, Leipzig 1987